# Dalmatik

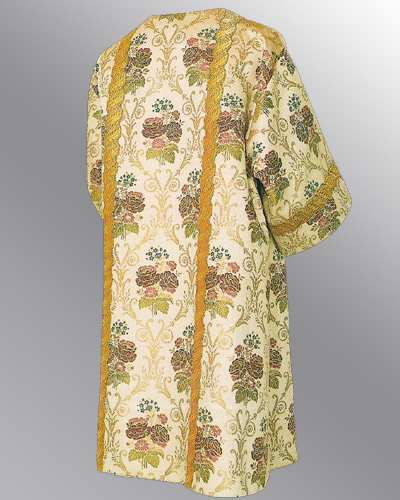
Westliche Dalmatik in barocker Ausführung, Blumenbrokat mit Wellenborte besetzt

Die Dalmatik (von lateinisch dalmaticus „dalmat[in]isch“; vestis dalmatica „aus Dalmatien stammendes Gewand“) ist ein liturgisches Gewand der Kirchen und die Amtskleidung des Diakons. Zu festlichen Gelegenheiten kann der Bischof sie unter der Kasel tragen (Pontifikaldalmatik).

## Geschichte

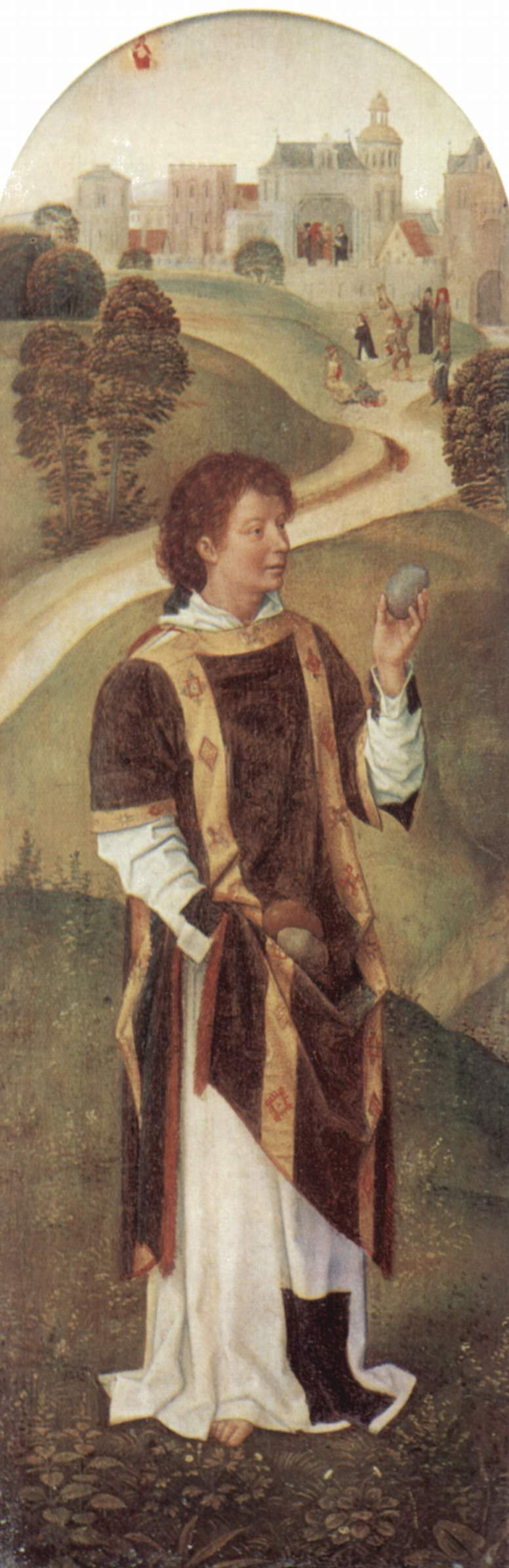
Der heilige Stephanus mit Dalmatik, Altartafel von Hans Memling (um 1480)

Die Dalmatik verdankt ihren Namen der Herkunft. Im 2. Jahrhundert wurde sie aus Dalmatien eingeführt und von der vornehmen Gesellschaft in Rom als profanes Obergewand getragen. Die weiße Dalmatik wurde durch zwei parallele, rote Längsstreifen, die sogenannten Clavi, geschmückt. Dieser Schmuck fand sich auch an den weit geschnittenen Ärmeln. Diese Tuniken wurden meist aus Leinen oder dalmatischer Wolle gearbeitet.
Ab dem 4. Jahrhundert wurde die Dalmatik im Abendland als Gewand des Diakons gebräuchlich. Das ursprünglich weiße Gewand wurde seit dem 12. Jahrhundert in den liturgischen Farbkanon miteinbezogen. Die Dalmatik wurde daraufhin aus wertvollen Stoffen gefertigt. Im Laufe der Zeit veränderte sich ihr Aussehen weiter. Seit dem Spätmittelalter wurde sie immer kürzer; dies erreichte in der Barockzeit seinen Höhepunkt. Die Dalmatik war oft nur noch knielang geschnitten. Die kirchlichen Gewänder waren zu diesem Zeitpunkt prunkvoll gestickt und daher der Stoff entsprechend steif. Um das Anziehen zu ermöglichen, waren die Seiten und Ärmel geschlitzt und die Ärmel nur noch durch kurze Stoffansätze angedeutet.
Seit der Anpassung an den liturgischen Farbkanon im Spätmittelalter richtete sich die Dalmatik immer nach der Farbe der Kasel des zelebrierenden Priesters. Die weißen Paramente galten als Festgewänder, so dass Subdiakone und Diakone an Bußtagen, in der Advents- und Fastenzeit nicht Tunicella und Dalmatik trugen, sondern an Kathedralkirchen eine dunkelfarbige Kasel, an kleineren Kirchen die Albe ohne Obergewand. Es wurde Brauch, dass sie die Kasel dabei als Planeta plicata, vorn aufgerollt oder aufgebunden, trugen. Der Diakon legte vom Evangelium bis nach der Kommunion der heiligen Messe die Planeta plicata ab, faltete sie und legte sie sich schärpenförmig um.

## Gegenwart
Die Dalmatik wird dem Diakon bei seiner Weihe vom Bischof überreicht. Der Diakon kann die Dalmatik immer dann tragen, wenn er einem Bischof oder Priester assistiert; die Gottesdienstform (z. B. Messe, Prozession, Tagzeitenliturgie) spielt dabei keine Rolle. Die Dalmatik wird in der jeweiligen liturgischen Farbe über der Albe und der Stola getragen. Leitet der Diakon selbst eine liturgische Feier, trägt er keine Dalmatik, sondern Albe oder Chorhemd mit Stola in der für Diakone üblichen Weise, diagonal über Brust und Rücken; darüber kann er noch ein Pluviale in der liturgischen Farbe tragen.
Eine abgewandelte, vom Schnitt der Dalmatik ähnliche Form findet sich in den byzantinischen Ostkirchen mit dem bischöflichen Messgewand, dem Sakkos. Das Gewand des Diakons ist jedoch das bodenlange Sticharion.

## Pontifikaldalmatik
Eine Sonderform stellt die zu den Pontifikalien gehörende westliche Pontifikaldalmatik dar, die aus einem dünnen Stoff gefertigt ist. Der Papst trug etwa seit dem 8. Jahrhundert im Pontifikalamt alle liturgischen Gewänder der höheren Weihen – Tunicella, Dalmatik und Kasel – übereinander, um die Vollmacht des Amtes zu symbolisieren; so ab dem 12. Jahrhundert auch die Bischöfe. Durch die Liturgiereform nach dem Zweiten Vatikanischen Konzil wurde mit dem Wegfall des Subdiakonats auch die Tunicella als Untergewand abgeschafft; die Dalmatik ist dagegen weiterhin meist üblich.
Die dem Papst assistierenden Kardinaldiakone trugen früher bei Messfeiern keine Kasel, sondern Dalmatik und Stola. Papst Benedikt XVI. nahm diesen Brauch vorübergehend wieder auf.
Eine abgewandelte Form der Dalmatik findet sich in den byzantinischen Ostkirchen mit dem in jüngerer Zeit anstelle des Phelonion getragenen bischöflichen Sakkos.